# Svetlice
Svetlice jsou obec nacházející se na Slovensku v okrese Medzilaborce. V této vesnici, která leží na úpatí pohoří Východné Beskydy, žije 89 obyvatel.

## Pamětihodnosti
- řeckokatolický Chrám sv. Demetria z roku 1768[2]